# Mistelten-familien
Mistelten-familien (Viscaceae) er en ældre plantefamilie, som nu er blevet lagt sammen med Sandeltræs-familien. Den indeholdt bl.a. Mistelten-slægten.
- Wikimedia Commons har flere filer relateret til Mistelten-familien

| Naturvidenskab | Spire Denne naturvidenskabsartikel er en spire som bør udbygges. Du er velkommen til at hjælpe Wikipedia ved at udvide den. |